# Loppersum (plaats in Groningen)
Loppersum (uitspraakⓘ; Gronings: Loppersom) is  een dorp in de gemeente Eemsdelta in de Nederlandse provincie Groningen. In 2023 telde de plaats Loppersum volgens de gegevens van het Centraal Bureau voor de Statistiek 2.540 inwoners.
Het dorp ligt aan de Lopster Wijmers. In Loppersum vindt enige kleinschalige bedrijvigheid plaats en er zijn een aantal winkels. Verdere voorzieningen bestaan onder andere uit een dorpshuis, een tweetal basisscholen, bejaardencentrum, postagentschap, VVV-kantoor,  brandweer, bibliotheek, zwembad, sporthal en -park, ijsbaan, een aantal tennisbanen en een begraafplaats. Naast een Nederlands Hervormde kerk zijn er godshuizen van de gereformeerde kerk, de Nederlandse gereformeerde kerk en de pinkstergemeente.

## Geschiedenis

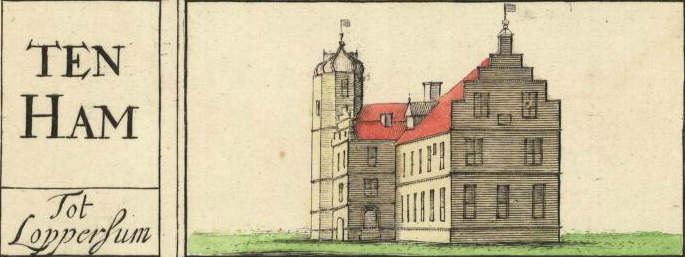
De borg Duirsum of Ten Ham op de kaart van Willem en Frederik Coenders van Helpen (1678)

Loppersum ontstond op een wierde aan de Fivelboezem in de vroege middeleeuwen. Rondom het dorp liggen nog 3 kleinere boerderijwierden. De aanduiding 'Loppesheim' wordt voor het eerst gebruikt in 945 in een lijst van goederen van de abdij van Fulda. De naam komt van de heer Loppes (of Luppes), die er woonde (um = heim = huis).
De eerste kerk verrees waarschijnlijk reeds rond 800 op de wierde, de huidige dateert uit 1217. Bij Loppersum bevond zich vroeger de borg Duirsum (Huis Den Ham; afgebroken rond 1727), waar de beruchte Spaansgezinde Johan de Mepsche woonde in de 16e eeuw, die begraven moet zijn in de kerk van Loppersum (zijn graf is tot op heden onvindbaar). In 1811 werd Loppersum een gemeente, maar had tot 1925 geen eigen gemeentehuis. In plaats daarvan werd een gebouw gehuurd, van 1824 tot 1925 was dit een bovenkamer aan de Lagestraat.
In 1849 werd de korenmolen De Stormvogel gebouwd bij het dorp.
De oorspronkelijke wierdenstructuur van het dorp is grotendeels verloren gegaan. De vroegere handelsstraten Schipsloot en Lagestraat hebben vrijwel geheel hun belang verloren in de plaatselijke economie. Het dorp heeft in de loop der tijd een wat langwerpige vorm gekregen, gecentreerd rond de as van de centrale hoofdweg. Qua architectuur stammen veel monumenten uit eind 19e, begin 20e eeuw. Er bevinden zich een aantal eind-19e-eeuwse villa's aan de Stationslaan. Rond het station zijn de meeste gebouwen van de hand van de Lopster architect Oeds de Leeuw Wieland (1839-1919). Een deel van het dorp is aangewezen als beschermd dorpsgezicht (met uitbreiding).

### Petrus en Pauluskerk

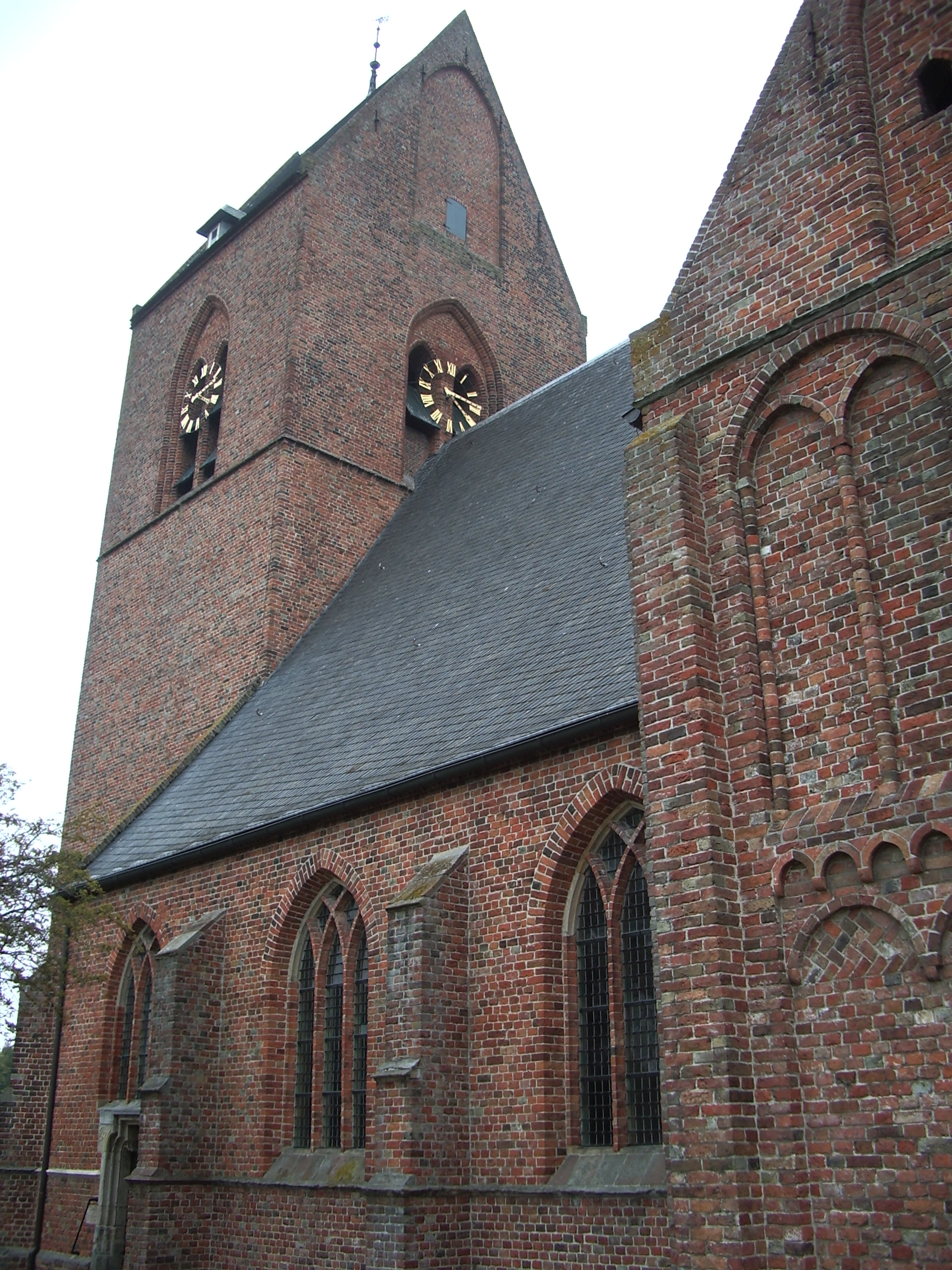
Petrus- en Pauluskerk Loppersum

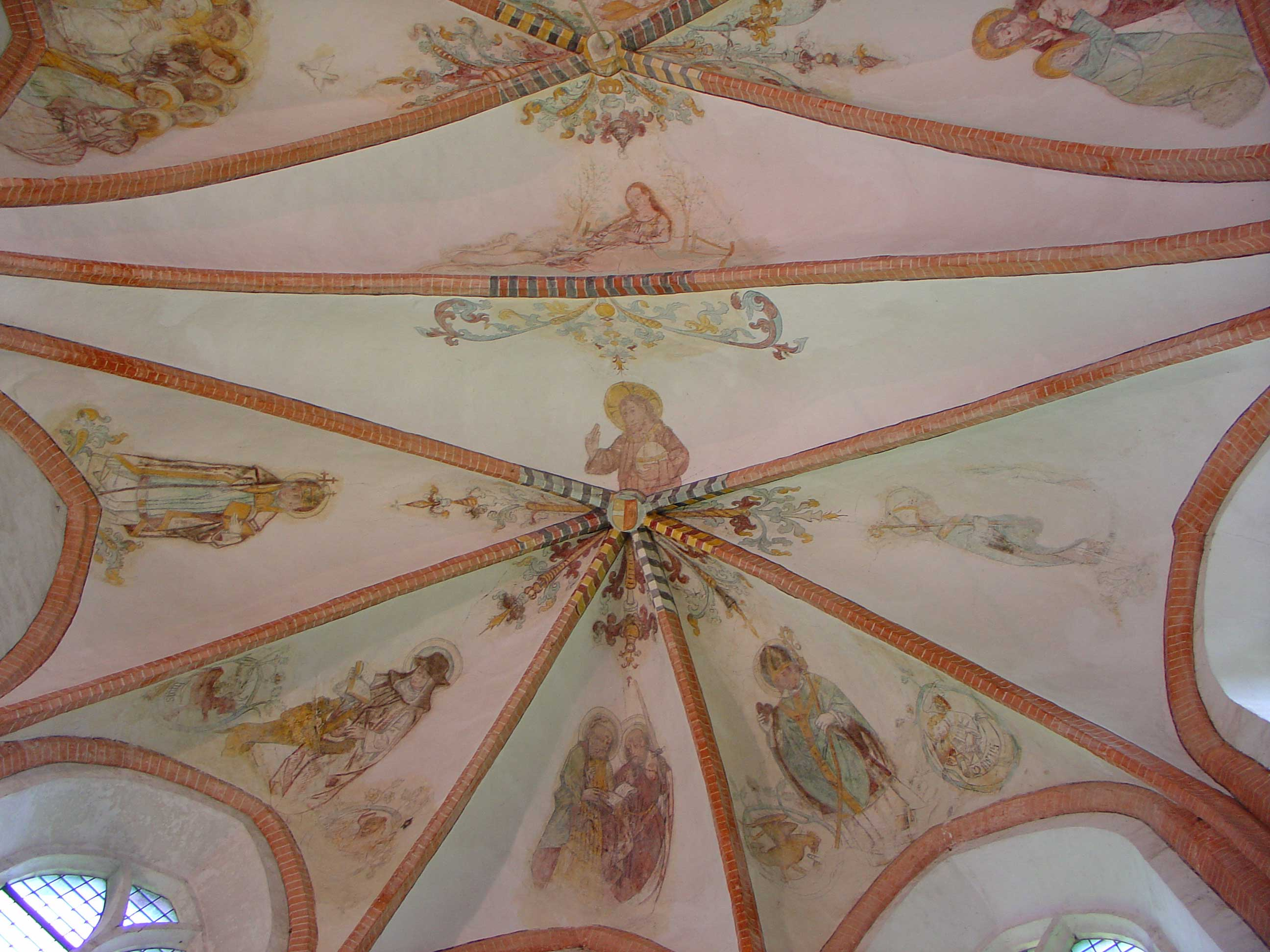
Fresco's in de kerk van Loppersum

De Nederlands-hervormde kerk, werd gebouwd in de middeleeuwen en gewijd aan Petrus en Paulus, is de grootste dorpskerk van de provincie Groningen. Het is een grote kruiskerk met een vijfzijdig gesloten koor, zijkappellen en een forse toren van drie geledingen en een zadeldak. Dit was de proosdijkerk voor een groot deel van Fivelingo.

### Bessenteelt
In de omgeving van Loppersum werden lange tijd zwarte bessen als onderbeplanting gebruikt in appel- en perenboomboomgaarden. Ook werden er veel kruisbessen, aalbessen en frambozen geteeld. Rond 1900 was ruim 8 hectare in gebruik voor de bessenteelt. In het dorp had het bedrijf Gruno’s Bessentuin daarvoor een wijnfabriekje. Nadat Loppersum in 1884 een station aan de spoorlijn Groningen - Delfzijl kreeg, kreeg de bessenteelt een grote impuls. In de jaren 1960 ging ze echter ter ziele door de gestegen loonkosten. De vroegere bessenteelt is terug te zien aan de aanwezigheid van grote open binnenterreinen in het dorp, waar de bessen vroeger werden geteeld.

### Zoutwaterbad
Het zoutwaterzwembad (het K.P. Zijlbad) aan de Badweg werd in 1933 gegraven in opdracht van de vereniging 'Loppersumer Jaarmarkt'. De Heidemij voerde het werk uit met de inzet van werklozen in het kader van de werkverschaffing. Zout water van 6000 jaar oud wordt opgepompt uit een bron op 112 meter diepte. Het zwembad wordt voornamelijk gebruikt voor recreatie. Doordat het chloorvrije water rijk is aan verschillende zouten maken ook specifieke doelgroepen gebruik van het bad.

## Bevolking
Het dorp Loppersum kende een bevolkingsdaling de afgelopen jaren:
- 1995 - 2.490 inwoners
- 2000 - 2.560 inwoners
- 2005 - 2.590 inwoners
- 2010 - 2.350 inwoners
- 2015 - 2.430 inwoners
- 2020 - 2.245 inwoners
- 2022 - 2.120 inwoners

(Bron CBS Statline)

## Aardbevingen
Op 24 oktober 2003 en 10 november 2003 vonden er in Loppersum aardbevingen plaats, beide met een kracht van 3,0 op de schaal van Richter. Er vinden vaker aardbevingen plaats maar niet alle bevingen worden gevoeld. De bevingen ontstaan door gaswinning en vaak wordt schade aan huizen, zoals scheuren in muren, vergoed door de Nederlandse Aardolie Maatschappij (NAM).
Een aardbeving op 16 augustus 2012 bij het nabijgelegen Huizinge had een magnitude van 3,6, de sterkste aardbeving ooit gemeten in Noord-Nederland. In het Groningenveld is een toename van het aantal bevingen te zien. Dit lijkt een samenhang te hebben met de destijds toegenomen gaswinning.

## Openbaar vervoer
Loppersum ligt aan de spoorlijn Groningen - Delfzijl, met stations in Loppersum en Stedum. De trein rijdt van maandag tot en met zaterdag overdag elke 30 minuten naar zowel Groningen als Delfzijl. 's Avonds en op zondag wordt er met een uurfrequentie gereden. De exploitatie van de spoorlijn Groningen - Delfzijl is in handen van Arriva. Het busvervoer wordt uitgevoerd door Qbuzz en UVO, dat de volgende buslijnen die Loppersum aandoen, onderhoudt:
- lijn 45: Middelstum - Stedum - Loppersum - Zeerijp - 't Zandt - Godlinze - Losdorp - Spijk
- buurtbus 562: Loppersum - Westeremden - Garsthuizen - Eppenhuizen - Zandeweer - Uithuizen

## Bekende inwoners

### Geboren
- Grietje Elisabeth Tichelaar (1858-1941), filantroop
- Hillebrand Jacob Wichers (1859-1920), burgemeester
- Evert Rozema (1892-1964), architect
- Henk van der Munnik (1938), politicus
- Haijo Apotheker (1950), politicus en bestuurder
- Hans van der Laan (1950), burgemeester
- Nina Warink (1996), youtuber en auteur van kookboeken

### Overleden
- Johan de Mepsche (ca. 1520 – 1585), luitenant van de Hoofdmannenkamer van Groningen
- Oeds de Leeuw Wieland (1839 - 1919), architect
- Jan Benninga (1894 - 1970), architect
- Aijolt Kloosterboer (1915 - 2015), burgemeester van Warffum

### Overigen
- Job Schuring (1962), tekstschrijver en kleinkunstenaar
- Tamme van Hoorn (1886 - 1948), architect

## Wetenswaardigheden
- De Lopster toren wordt bezongen door het Groninger kleinkunst-duo Pé Daalemmer & Rooie Rinus in het lied "De Lopster toren".[6]
- In de laatste week van de schoolvakantie wordt in Loppersum Kindervakantiewerk georganiseerd onder de naam Bonkhörn. In 2017 was de 39e editie.[7]
- In december 1978 overnachtte de reisschrijver Bob den Uyl in Hotel Spoorzicht, en bezocht hij de plaatselijke dominee/dichter P.J. van Leeuwen, bij gelegenheid van zijn 'speurtocht' voor de VPRO-tv, 'naar literatuur Aan de Rand van Nederland'[8]

## Afbeeldingen

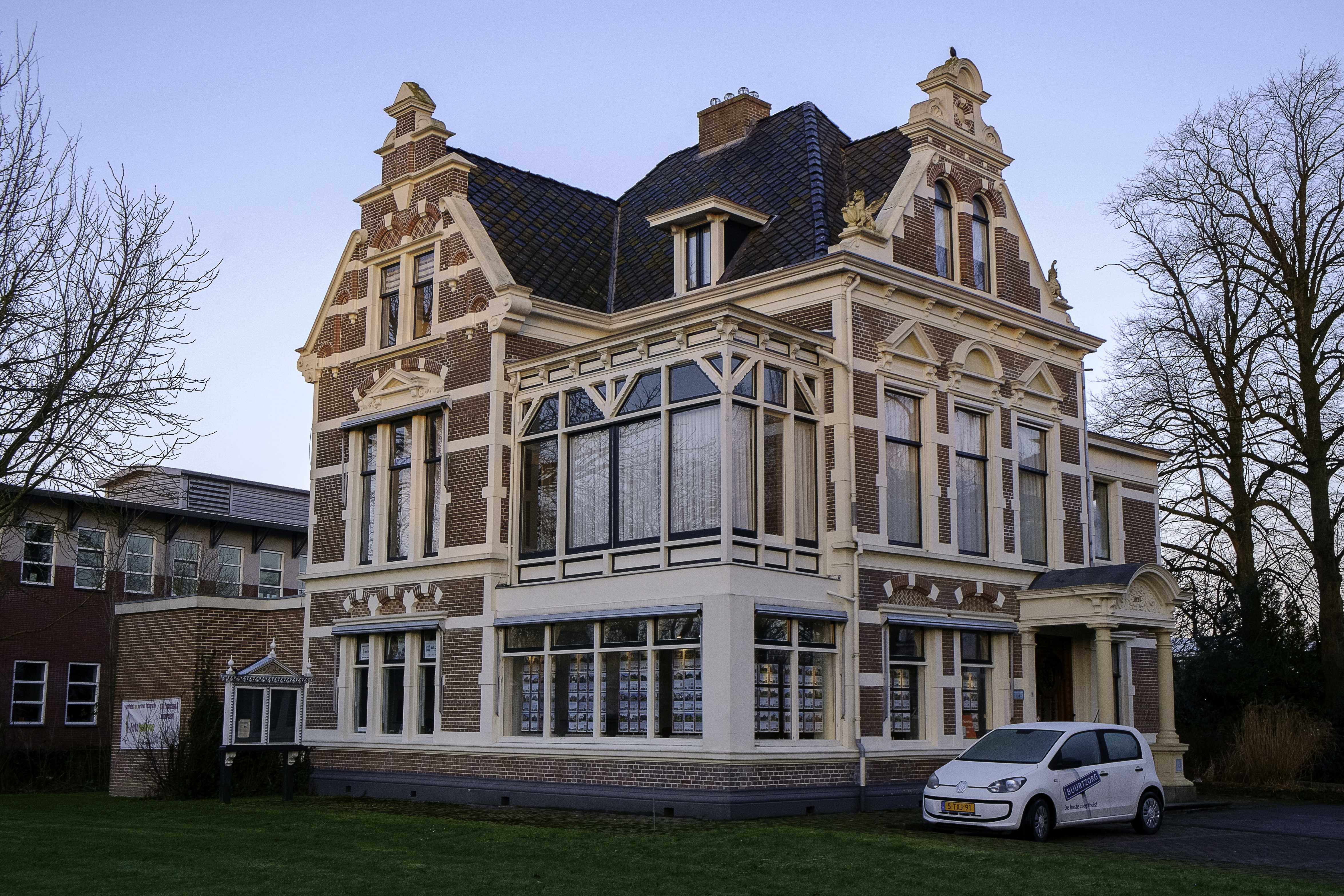
Villa Bellevue (De Leeuw Wieland, 1890)
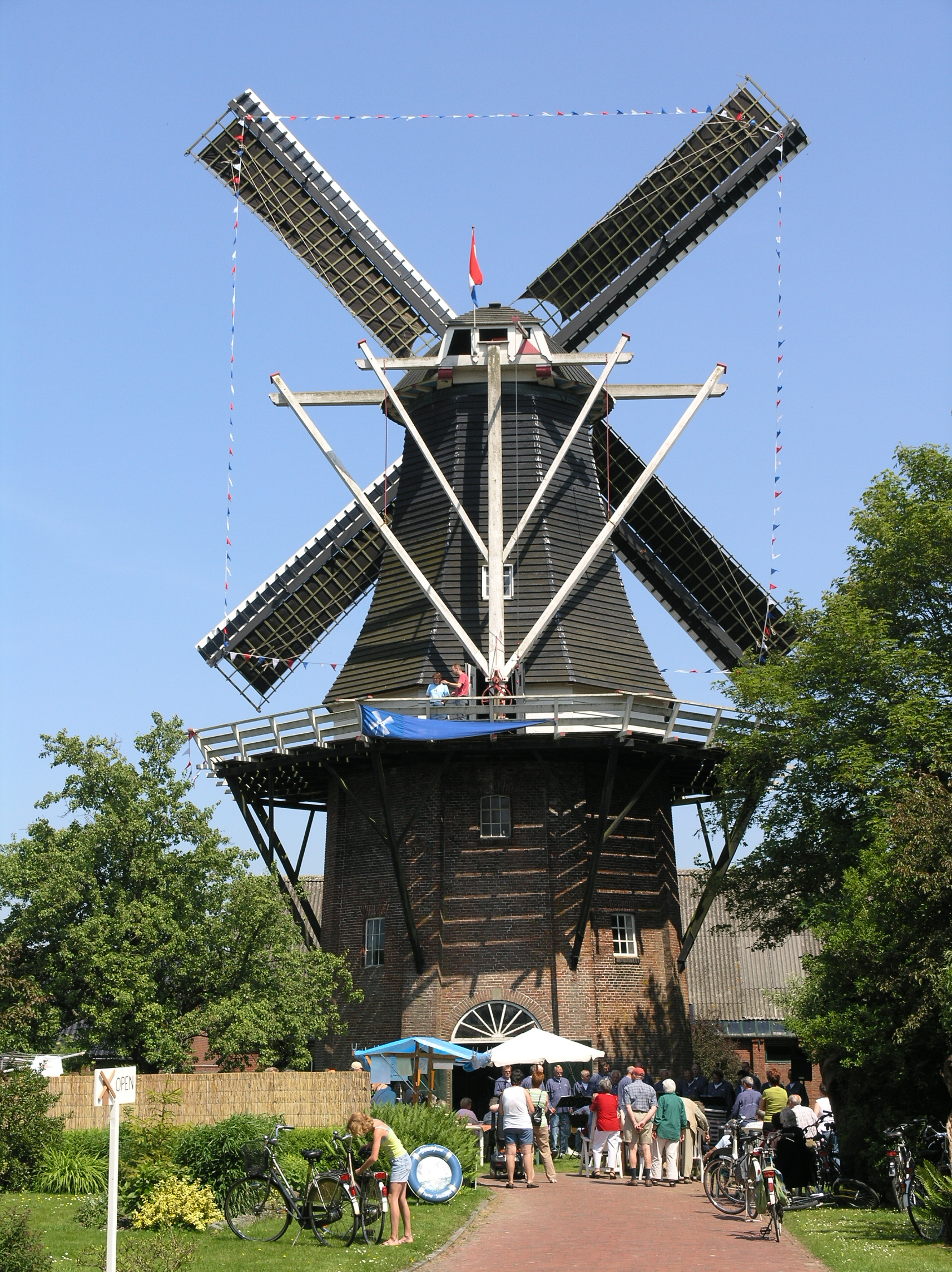
koren- en pelmolen De Stormvogel (1849)
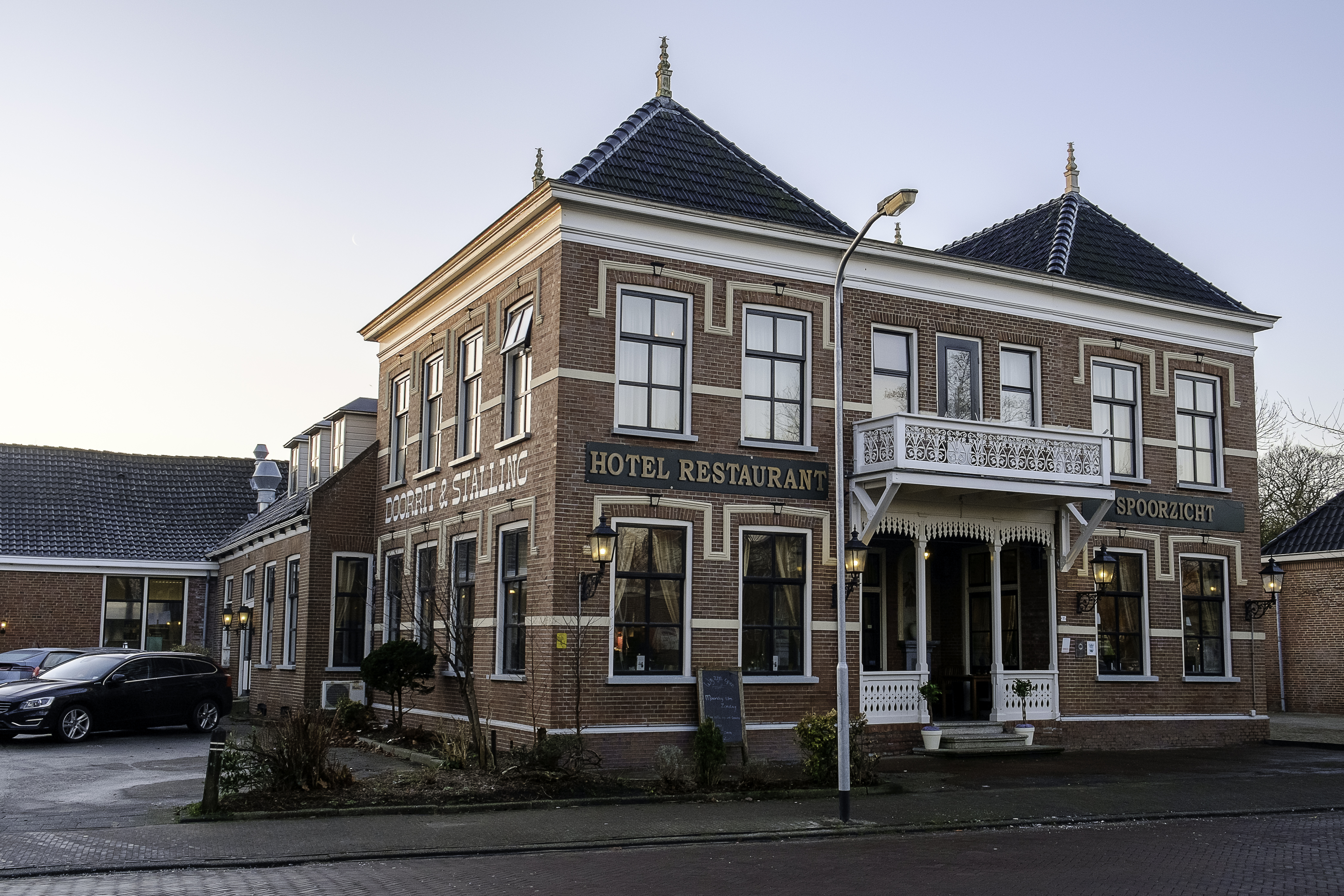
Hotel Spoorzicht (De Leeuw Wieland, 1887)
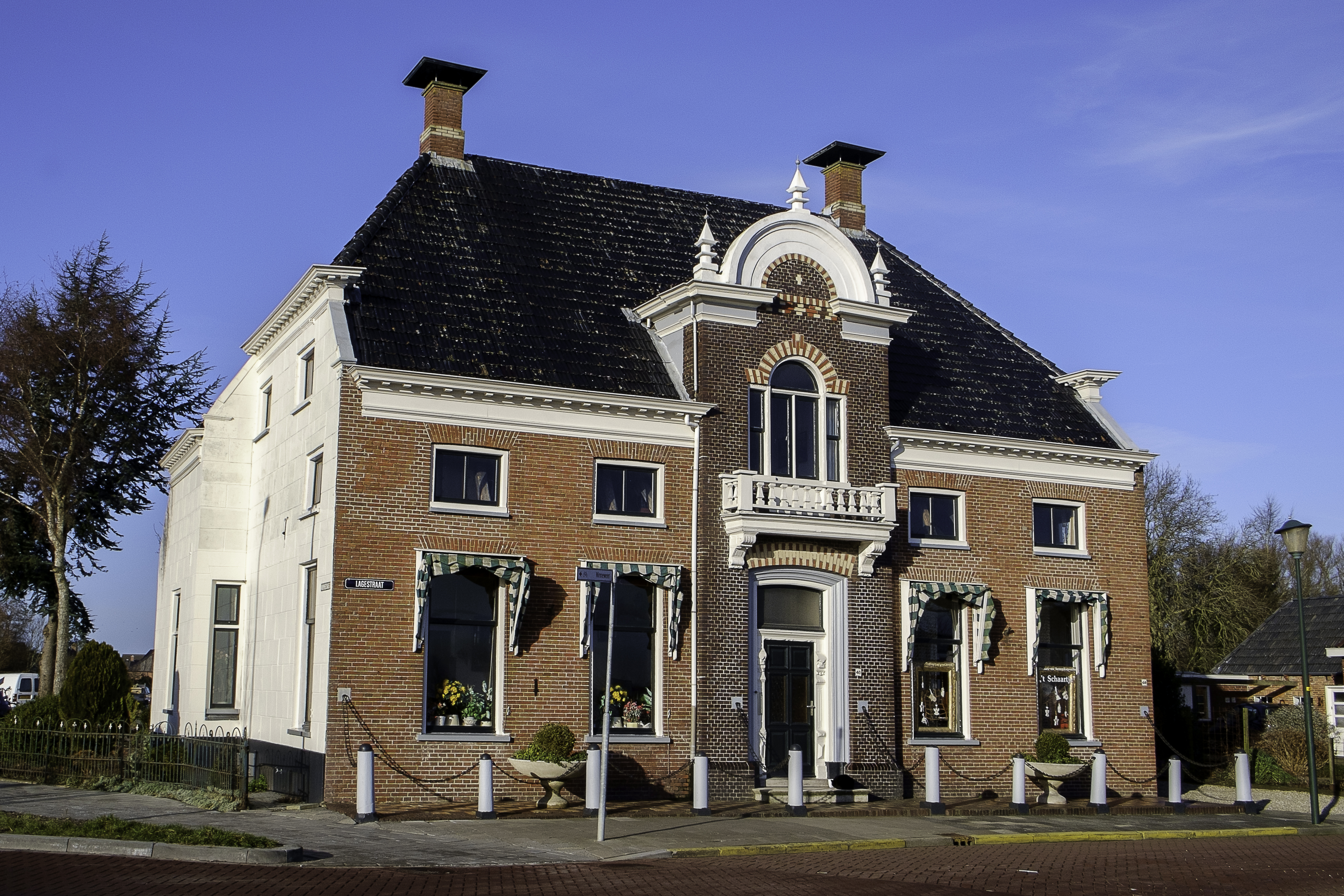
Woonhuis (De Leeuw Wieland, 1905)
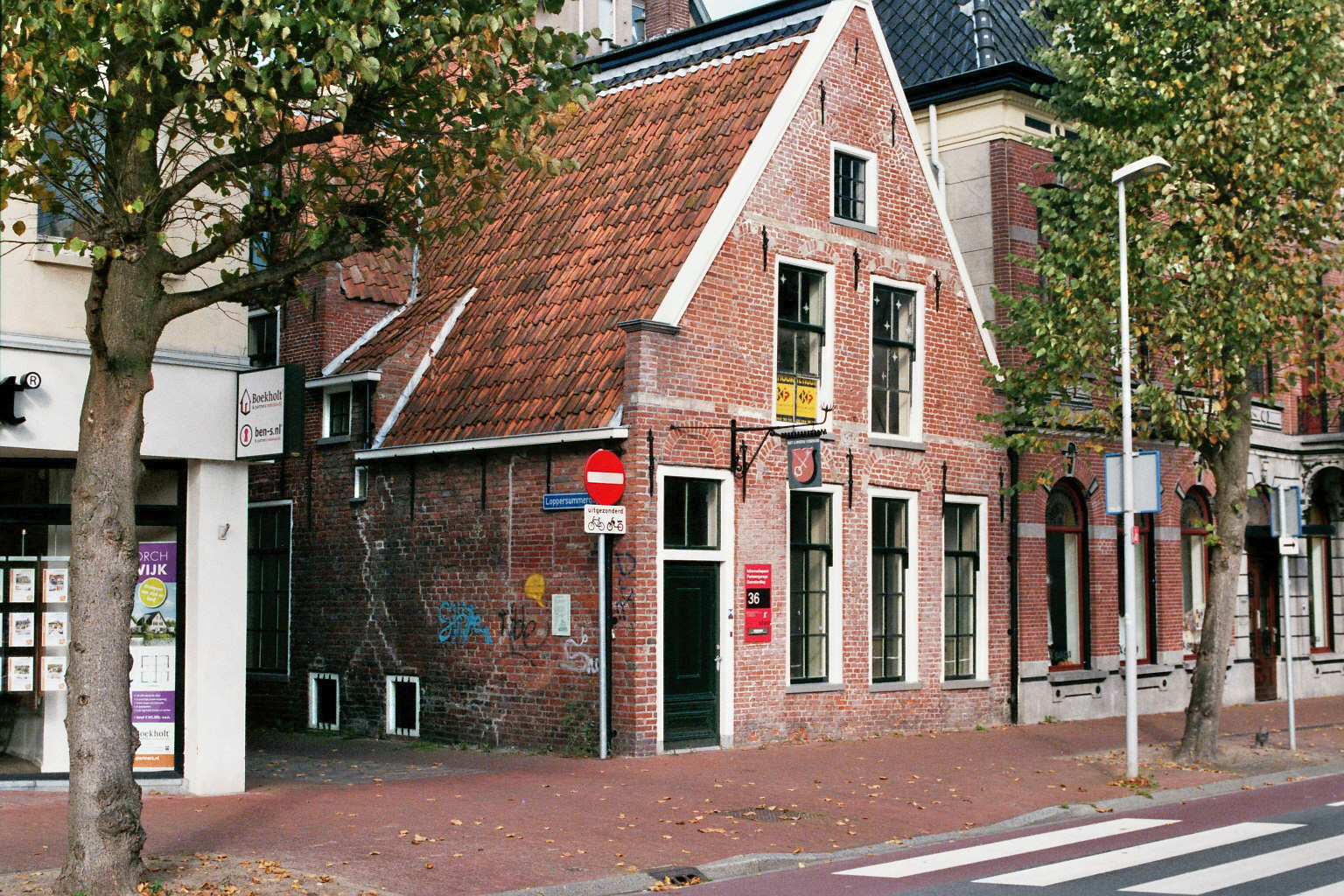
Lopster Veerhuis